# Lillebonne
Lillebonne, ou em português Lilebona, é uma comuna francesa na região administrativa da Normandia, no departamento do Sena Marítimo. Estende-se por uma área de 14,66 km². Em 2018 a comuna tinha 8 991 habitantes, com uma densidade de 613,3 hab./km².

## História
Lillebonne surgiu como a cidade romana de Juliobona.

### Antiguidade
Lillebonne tem uma longa história que remonta a um povo da Gália Belga, os Caletes (que deram seu nome a Pays de Caux), dos quais já foi a capital.
Os Caletes escolheram estabelecer sua capital em um ponto de comunicação estratégico para o comércio com a Britannia pelo mar e o centro da Gália junto ao Sena.